# Ferdinand Marcos
Pour les articles homonymes, voir Marcos.
 (août 2021).
Ferdinand Emmanuel Edralin Marcos, né le 11 septembre 1917 à Sarrat et mort le 28 septembre 1989 à Honolulu, est un avocat et homme d'État philippin, président des Philippines du 30 décembre 1965 au 25 février 1986 et Premier ministre de 1978 à 1981.
Après avoir combattu au cours de la Seconde Guerre mondiale, il devient avocat avant d'être élu à la Chambre des représentants puis au Sénat. Il est élu président en 1965 et réélu en 1969. C'est au cours de ce mandat qu'il déclare la loi martiale en 1972 instaurant un régime dictatorial. Il y met fin en 1981 et est réélu président. Sa popularité chute du fait de la crise économique que connaît le pays et de l'assassinat du leader de l'opposition Benigno Aquino Jr. en 1983 ainsi que d'accusations de corruption. Entachée de fraude, l'élection présidentielle — qui se tient au même moment que la révolution de février 1986 — conduit à la fin de son régime. Il s'enfuit alors en exil à Hawaï, où il meurt trois ans plus tard.
Avec sa femme Imelda Marcos, il incarne la corruption et l'extravagance de la dictature. Selon la Presidential Commission on Good Government, leur famille a volé au pays entre 5 et 10 milliards de dollars américains. Son fils, Ferdinand Romualdez Marcos Jr., est élu président en 2022.

## Biographie

### Débuts
Ferdinand Marcos naît à Sarrat, Ilocos Norte. Il est le fils de Mariano Marcos (en), homme de loi, et de Josefa Quetulio Edralin, enseignante. Le cadet de quatre enfants, il est d'origine Filipino, chinoise et japonaise. Il commence l'enseignement primaire dans l'école de Sarrat, puis est transféré à Shamrock, et finalement, à l'école élémentaire Ermita, lorsque son père est élu député au congrès philippin. Il termine l'enseignement primaire en 1929.
Il sert dans les troupes de réserves philippines en tant que lieutenant, dès 1937. La même année, alors qu'il était encore étudiant en première année de droit à l'Université des Philippines, il se voit accusé du meurtre du député Julio Nalundasan (en), un adversaire politique de son père, abattu à son domicile par un tireur d'élite, le 20 septembre 1935. Avec son beau-frère, Quirino Lizardo, il est condamné à mort en novembre 1939, mais présente son cas en appel devant la cour suprême philippine, et est acquitté l'année suivante, sur décision du juge associé José P. Laurel. À l'université, il est un membre de la Upsilon Sigma Phi, une fraternité de lettres ancienne grecque asiatique. Après avoir été diplômé avec les honneurs en latin, en 1939, il est admis au barreau et devient la même année, le spécialiste philippin de la régularité juridique. Entre 1939 et 1941, il complète son apprentissage de la langue anglaise, qu'il maîtrisera toujours mal. En plus de l'anglais, il parle le tagalog, sa langue maternelle, et l'espagnol.
Ferdinand Marcos est mobilisé comme sous-lieutenant en 1941 et participe aux combats puis au mouvement de résistance contre l'occupant japonais. 

### Président des Philippines
Après la guerre, il s'engage dans le parti libéral et gravit petit à petit les échelons. Il est élu député, puis sénateur, puis devient président du Sénat avant d'être nommé à la tête de son parti qu'il quitte en 1964, l'année précédant l'élection présidentielle. Il rejoint le parti nationaliste dont il devient le chef de file et gagne l'élection par 674 000 votes. La population a beaucoup d'espoirs envers ce président. Marcos met en place une réforme agraire pour moderniser le secteur agricole, mais ne fait rien pour lutter contre les inégalités et la pauvreté qui frappe les petits paysans. Dans le même temps, les secteurs les plus prospères ne sont pas atteints par les réformes et restent aux mains de clans ou familles dévoués à Marcos. Néanmoins, dans le domaine économique, les réformes de Marcos sont une réussite et le pays connaît un véritable décollage. Il est réélu en 1969 contre son principal opposant, le journaliste et chef du parti libéral Aquino.
Il est par ailleurs membre de la Ligue anticommuniste des peuples d’Asie, qui regroupe nombre de dirigeants de la région (Nguyễn Văn Thiệu au Vietnam du Sud, Lon Nol au Cambodge, Syngman Rhee en Corée du Sud, etc.).

### Loi martiale

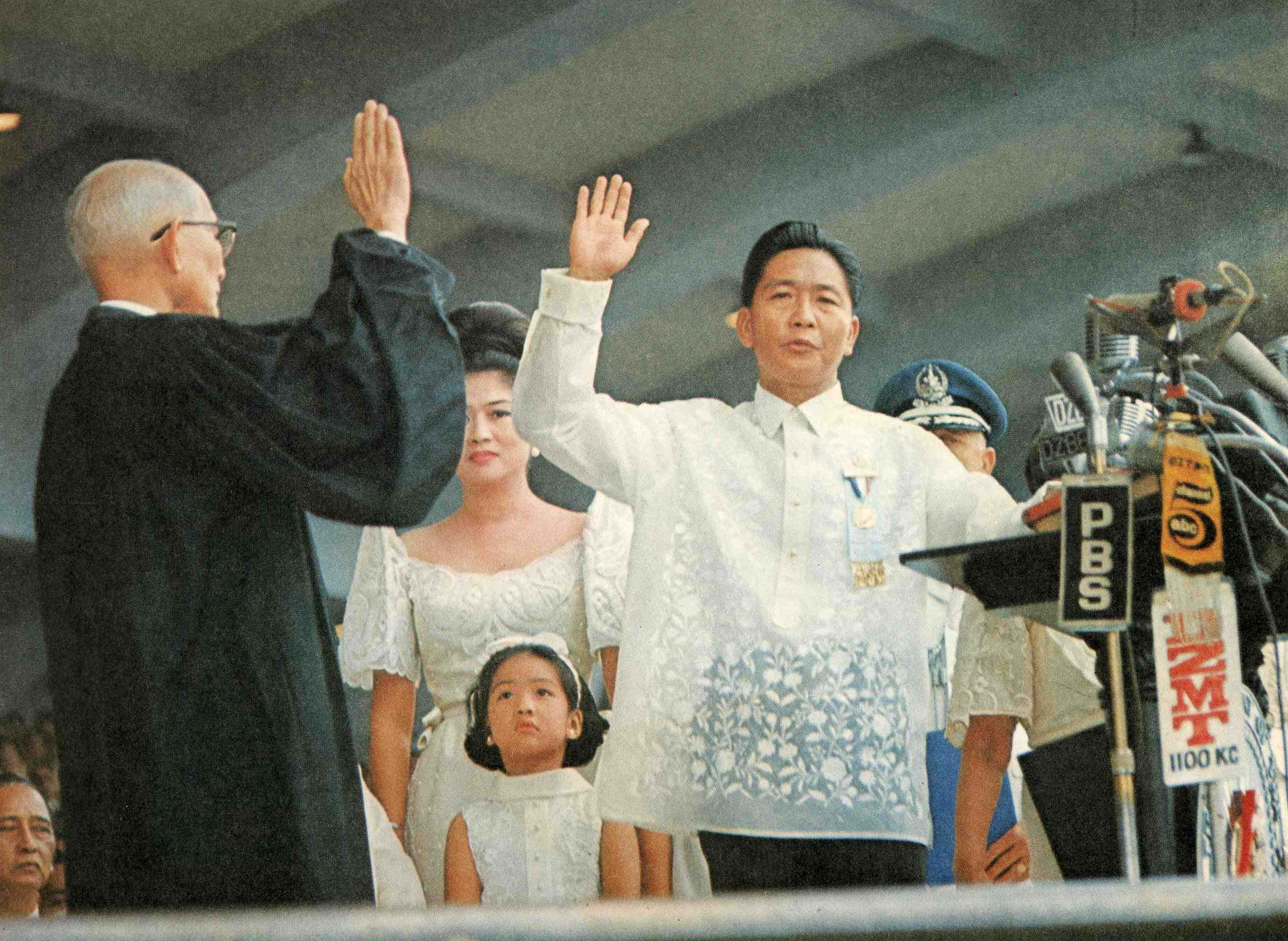
Ferdinand Marcos prête serment le 30 décembre 1969 pour son deuxième mandat.

Sa vision du « Bagong Lipunan » (Nouvelle Société) – similaire à l’Ordre Nouveau qui fut imposé en Indonésie par Suharto – fut poursuivie pendant les années de loi martiale. Il s'agissait d'un mouvement incitant la société à travailler pour le but commun du pauvre comme du privilégié, et à atteindre la libération des Filipino par leurs propres efforts. Marcos s’empara d'entreprises appartenant à des dynasties familiales pour les redistribuer à des personnes en affaires depuis peu de temps. Il a aussi saisi des terres pour les redistribuer à des paysans locaux. On constata cependant que les redistributions faites dans le cadre du Bagong Lipunan profitaient en général aux proches du président Marcos. Tout au long de la période de loi martiale, ces mêmes proches ont aussi bénéficié d’avantages politiques considérables.
En septembre 1972, face à la contestation de son pouvoir et au nom de la lutte contre le communisme, il proclame la loi martiale, avec le soutien du gouvernement américain ; 70 000 opposants sont emprisonnés ; 34 000 sont torturés et au moins 3 200 trouvent la mort,.

### Retour aux élections libres et fin de la loi martiale
Des élections pour l’Interim Batasang Pambansa (assemblée nationale) furent déclarées par Marcos le 7 avril 1978. Le Kilusang Bagong Lipunan (Mouvement pour la Société Nouvelle), dirigé par la première dame Imelda Marcos, remporta 151 des 161 sièges. Aucun des membres du LABAN – parti de Benigno Aquino – ne remporta de siège. Seuls deux partis régionaux d’opposition remportèrent des sièges au cours de ces élections.
Le 17 janvier 1981 la fin de la loi martiale fut proclamée et Marcos annonça une élection présidentielle. Il ne fit face à aucune opposition : à la suite des élections de 1978, le LABAN et plusieurs autres partis boycottèrent les élections nationales de 1981 comme ils avaient boycotté les élections régionales de 1980. Seul le parti Nacionalista présenta un candidat. Marcos remporta les élections avec 91,4 % des voix et une marge de 16 millions de votes.

### Changements économiques de l’administration Marcos
Pour accélérer le développement économique, Marcos mit en place une série de programmes. Le pays connut alors une période de croissance économique du milieu des années 1970 au début des années 1980. Les paysans reçurent une aide financière et technique ; le gouvernement contribua en maintenant artificiellement certains prix. Ces mesures permirent au secteur agricole de se développer et le pays put ainsi atteindre l'autosuffisance en riz en 1976 et même en exporter. Afin de financer les projets de développement comme les travaux d'infrastructure, le gouvernement s’engagea dans la voie de l’emprunt. Des mesures tentaient d’attirer les investissements de capitaux étrangers dans les projets industriels. Des exemptions de taxe étaient proposées et souvent les investisseurs pouvaient repartir avec leur profits sans passer par les impôts.
Un des programmes économiques les plus importants des années 1980 fut le Kilusang Kabuhayan at Kaunlaran (Mouvement pour le Livelihood et le progrès) qui fut lancé en septembre 1981. Son but était de promouvoir le développement économique local en encourageant les gens à créer leur propre gagne-pain. Les efforts du gouvernement permirent au pays d’atteindre une croissance de 6 % (la croissance était demeurée inférieure à 5 % au cours de la décennie précédente). Le PNB du pays passa de 55 milliards de pesos en 1972 à 193 milliards en 1980. Le tourisme augmenta aussi pendant cette période et contribua à la croissance. Un million de personnes visitèrent les Philippines en 1980 comparé à 200 000 en 1972. Une part importante de ces visiteurs étaient des Philippins balikbayans (de retour) qui participèrent au programme Balikbayan lancé par le ministère du tourisme en 1973.
La politique économique de Ferdinand Marcos a fait des Philippines l'un des pays les plus endettés au monde.
Une source importante de croissance économique provient des Philippins travaillant outre-mer. Des milliers de Philippins sont partis travailler au Moyen-Orient, à Singapour et Hong Kong. Ces départs contribuèrent à réduire le chômage et apportèrent des devises étrangères dans le pays qui en avait bien besoin : une portion importante du budget était alloué au paiement des intérêts d’emprunt.
L’industrie du tourisme chuta brusquement après l'assassinat de Benigno Aquino en 1983. Les manifestations contre le régime et le président qui se sont multipliées par la suite ont fait fuir les touristes. Les troubles politiques qui s’ensuivirent firent fuir les investisseurs pendant que les banques étrangères fermaient le robinet du crédit et refusaient d’accorder de nouveaux prêts au gouvernement.
Marcos tenta de lancer un programme de relance de l'économie. Il négocia avec les créanciers étrangers, notamment la Banque mondiale et le Fonds monétaire international, pour restructurer la dette extérieure afin de donner plus de temps au pays pour payer. Marcos lança aussi le programme Sariling Sikap (indépendance ou autonomie) en 1984, un autre programme visant à encourager les individus à subvenir à leurs besoins et créer leurs propres revenus. Des coupes dans les dépenses du gouvernement furent nécessaires pour financer le programme. Pourtant, malgré les efforts déployés, l’économie du pays continua de décliner et une croissance négative apparut à partir de 1984. L’échec du programme est attribué au manque de crédibilité de Marcos et à la corruption généralisée à tous les niveaux de gouvernement. Plusieurs millions ont été volés par des agents du gouvernement. Marcos lui-même a dépensé des sommes importantes, ponctionnées sur les fonds publics, pour aider les candidats du Kilusang Bagong Lipunan, son parti, à gagner.

### Chute de Marcos
Au cours des années de pouvoir de Marcos, son régime sombre dans la corruption et la mauvaise gestion de ses proches. Le point culminant est l'assassinat de Benigno Aquino. Sa période au pouvoir est marquée par le détournement de fonds : il aurait détourné dix milliards de dollars du Trésor philippin, enrichissant ainsi sa famille, son régime étant également empreint de népotisme.
Sa santé au cours de son troisième mandat demeure fragile et il est souvent absent plusieurs semaines pour traitement, sans être vraiment remplacé pendant ces périodes. Considérant les troubles politiques, plusieurs personnes[Lesquelles ?] se demandent alors s’il est toujours en mesure de gouverner. Dans ce contexte, l'assassinat d'Aquino en 1983 constitue l’élément déclencheur de la chute de Marcos.
En 1986, Marcos se présente à l'élection présidentielle de février, avec Arturo Tolentino comme candidat à la vice-présidence. L'opposition est alors unie derrière la veuve d'Aquino, Corazon Aquino et Salvador Laurel comme colistier. L’élection est généralement entachée de fraudes de la part des deux partis et à l'issue du scrutin, Marcos et Aquino se déclarent tous deux vainqueurs. Avec le soutien de l'armée (commandée par Juan Ponce Enrile, ancien ministre de la défense et Fidel Ramos, ancien général sous Marcos), du mouvement Pouvoir du peuple, et des protestants de tous les secteurs, Marcos est poussé à l'exil alors que sa rivale est investie.

### Exil et mort
Marcos et sa femme Imelda partent en exil pour Hawaii via Guam le 25 février 1986 et sont par la suite accusés de détournement de fonds par les États-Unis. L'ancien président meurt le 28 septembre 1989 à Honolulu. Imelda Marcos est acquittée en 1990 du chef de détournement de fonds aux États-Unis, mais est condamnée pour corruption lors d’un procès aux Philippines en 1995.

### Sépulture
Peu après sa mort, Marcos est enterré dans un mausolée privé au temple Byodo-In sur l'île d'Oahu, visité quotidiennement par sa famille et ses amis. En 1993, le gouvernement philippin autorise le retour de sa dépouille qui est alors déposée dans une crypte réfrigérée au Centre présidentiel Ferdinand E. Marcos à Batac. Enfin, après une longue procédure judiciaire devant les tribunaux philippins, le corps est inhumé le 18 novembre 2016 au cimetière des héros à Taguig.

## Héritage
Jusqu'à aujourd'hui, la population reste divisée concernant Ferdinand Marcos. Certains le considèrent comme un vrai héros philippin à cause de ses exploits durant la Seconde Guerre mondiale, son ascension fulgurante en politique et les lois qui sont encore en application aujourd'hui. D'autres ne voient en lui que le dictateur corrompu qui vida les coffres de l'État. D'autres le blâment pour l'effondrement de l'économie au milieu des années 1980. Certains dénoncent le politicien de style « datu » qui mêla politique et fantaisie. D'autres estiment qu'il mit en place la politisation de l'armée et du pouvoir judiciaire.
La famille Marcos reste puissante aux Philippines, exerçant essentiellement son influence dans le nord du pays, où elle possède de grandes propriétés. L'épouse de l'ancien dictateur, Imelda Marcos a été députée jusqu’en 2019 et son fils, Bongbong Marcos, a une longue carrière au Parlement et au Sénat et est élu président des Philippines en mai 2022.